# 高岡郵便局 (富山県)
高岡郵便局（たかおかゆうびんきょく）は、富山県高岡市にある郵便局。民営化前の分類では集配普通郵便局だった。

## 概要
住所：〒933-8799 富山県高岡市御馬出町34
北陸3県で唯一、県庁所在地以外でゆうちょ銀行とかんぽ生命保険の直営店を併設している郵便局である。

### 併設施設
- ゆうちょ銀行高岡店（金沢支店高岡出張所）：取扱店番号320020
- かんぽ生命保険高岡支店

## 沿革

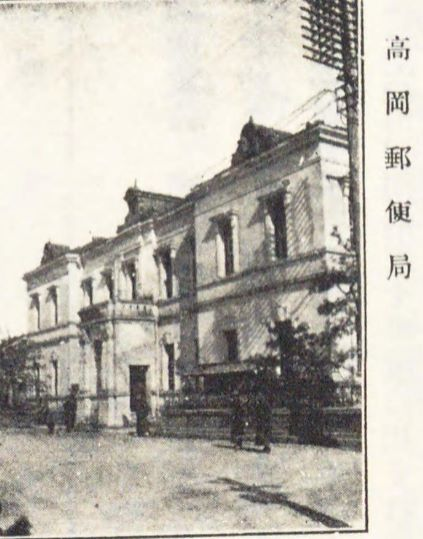
1902年（明治35年）竣工の局舎

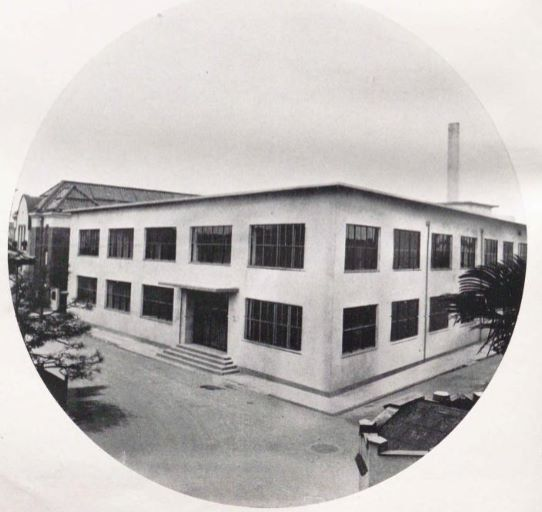
吉田鉄郎の設計にかかる1938年（昭和13年）竣工の局舎

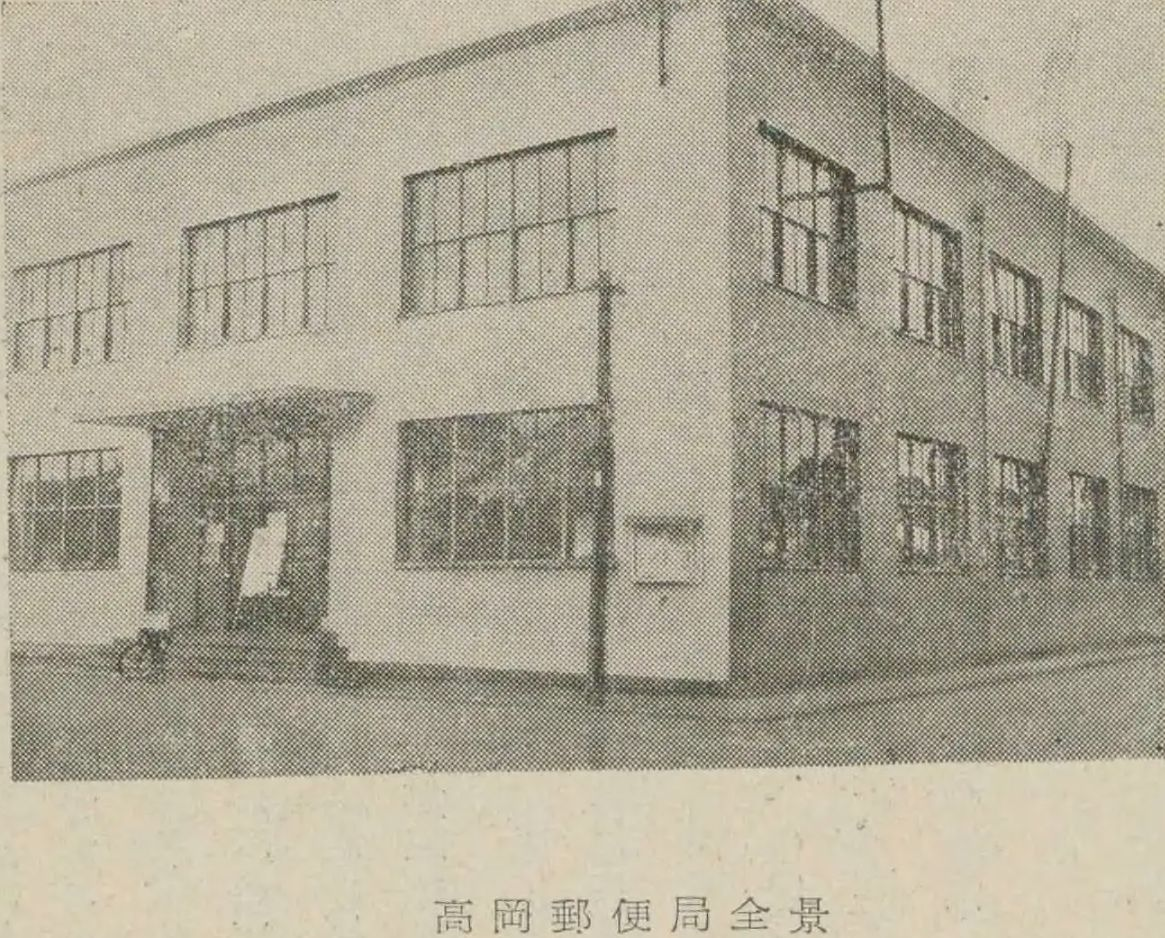
1955年（昭和30年）頃の高岡郵便局

- 1872年（明治5年）旧7月1日 - 高岡郵便取扱所として開設[1][2]。
- 1873年（明治6年） - 高岡郵便役所となる[1]。
- 1875年（明治8年）
  - 1月1日 - 高岡郵便局（四等）となる[1]。
  - 1月2日 - 為替の取扱を開始する[3]。
- 1879年（明治12年）
  - 3月3日 - 高岡に大火が起こり[4]、局舎類焼して郵便物も焼失する[5]。
  - 4月10日 - 貯金取扱を開始[1]。
  - 10月10日 - 御馬出町に高岡電信分局が開設され、電信の取扱を開始する[2][6]。
- 1882年（明治15年）7月1日 - 三等郵便局となる[3]。
- 1884年（明治17年） - 二等郵便局となる[3]。
- 1886年（明治19年）
  - 4月16日 - 高岡電信分局が三等電信分局となる[7]。
  - 4月26日 - 三等郵便局となる[3]。
- 1887年（明治20年）3月26日 - 各電信分局は明治20年勅令第4号「逓信省官制」施行に伴い電信局と改めた旨告示される[8]。
- 1888年（明治21年）
  - 6月15日 - 高岡電信局が二等電信局となる[9]。
  - 10月20日 - 日本とフランス及びイタリア間における郵便為替事務の取扱を開始する[10]。
  - 12月26日 - 日本と英領香港との間における郵便為替事務の取扱を開始する[11]。
- 1889年（明治22年）4月27日 - 日本とドイツ国との間における郵便為替事務の取扱を開始する[12]。
- 1890年（明治23年）
  - 7月16日 - 高岡電信局と合併し高岡郵便電信局（三等）となる[1][13]。ただし、当分の間は欧文電報及び欧字並びにアラビア数字を記入した和文電報を取扱わない[13]。
  - 8月10日 - 欧文電報及び欧字並びにアラビア数字を記入した和文電報の取扱を開始する[14]。
  - 10月16日 - 電信為替の取扱を開始する[15]。
- 1892年（明治25年）10月1日 - 郵便局と電信局を分離し、高岡郵便局（三等）となり、守山町に新局舎を開設する[1][16][17]。電信局は高岡電信局（二等）となる[16]。
- 1893年（明治26年）3月1日 - 小包の取扱を開始する[18][19]。
- 1894年（明治27年）7月 - 局舎を小馬出町に移転する[18]。
- 1898年（明治31年）4月 - 局舎を御馬出町に移転する[18]。
- 1900年（明治33年）6月27日 - 高岡市大火により、郵便局及び電信局共に類焼し、局員にも多数の被災者が出る[17][20]。爾後郵便局は小馬出町、電信局は旅篭町に仮局舎を設置し、業務を行う[18]。
- 1901年（明治34年）
  - 2月15日 - 高岡郵便局を廃止し、電信局に編入される形で、高岡郵便電信局になる[1][21]。
  - 2月25日 - 高岡郵便電信局新営費を含む明治33年度政府追加予算を公布する[22]。
- 1902年（明治35年）
  - 3月10日 - 郵便為替金の居宅払の取扱を開始する[23]。
  - 9月 - 御馬出町において局舎（煉瓦造二階建て）を新築する[24]。
- 1903年（明治36年）4月1日 - 通信官署官制の施行に伴い高岡郵便局（二等）となる[1]。
- 1904年（明治37年）3月24日 - 同日限りを以て立野郵便局を廃止し、電信為替及び郵便取立金に関する事務を同局より継承する[25]。
- 1906年（明治39年）12月1日 - 電話通話事務を開始する[26]。
- 1907年（明治40年）
  - 7月8日 - 電話加入申込の受理を開始する[27]。
  - 11月5日 - 電話交換業務及び電話加入者の託送電報の取扱を開始する[28]。
- 1916年（大正5年）6月11日 - 間送電報の取扱を開始する[29]。
- 1923年（大正12年）
  - 9月 - 電話交換室（煉瓦造）が完成する[24]。
  - 12月1日 - 電話交換方式を直列複式に改める[30]。
- 1925年（大正14年）1月20日 - 高岡手形交換所に局員を派遣し、同所において高岡手形交換所組合加盟銀行の郵便為替証書等の交換払渡を開始する[31]。
- 1935年（昭和10年）12月 - 高岡逓信診療所（当郵便局管理）を開設する[32]。
- 1936年（昭和11年）7月 - 和文タイプライター受信を開始する[33]。
- 1938年（昭和13年）8月13日 - 鉄筋コンクリート造の新局舎（吉田鉄郎設計）が完成する[17][34][35]。
- 1939年（昭和14年）7月1日 - 大阪天津有線連絡による日華電話通話を取扱う局となる[36]。
- 1940年（昭和15年）6月15日 - 大阪上海無線連絡による日華北電話通話を取扱う局となる[37]。
- 1941年（昭和16年）
  - 2月1日 - 通信官署官制改正により等級制を廃止し、普通郵便局となる[38][39]。また昭和9年逓信省告示第2353号を改正し、国際電話通話の取扱を開始する[40]。
  - 4月1日 - 昭和14年逓信省告示第1896号及び昭和15年逓信省告示第1621号を廃止し、東京大連有線連絡、大阪奉天有線連絡、大阪天津有線連絡及び大阪上海無線連絡による東亜電話通話を取扱う局となる[41]。
  - 6月24日 - 国民体力法施行令（昭和15年勅令第620号）第18条第1項にいう国の事業の指定事業所となる[42]。
- 1942年（昭和17年）5月1日 - 和田郵便局（西礪波郡福田村）において電報配達事務を廃止しその事務を承継する[43]。
- 1943年（昭和18年）
  - 9月20日 - 昭和18年逓信省告示第75号を改正し、「帝国ト帝国占領南方諸地域トノ間」にマニラ間を加え、その電話通話を取扱う局となる[44]。
  - 12月1日 - 高岡小馬出郵便局、高岡横田郵便局、高岡守山郵便局及び国吉郵便局の電信事務休止に伴い、その業務を承継する[45]。
- 1947年（昭和22年）
  - 7月 - 高岡逓信診療所を金沢逓信局に移管する[32]。
  - 12月11日 - 高岡電話局を設置し、郵便局で取り扱う電話通話事務を除く電話事務を同局に移管[46][47]。
- 1949年（昭和24年）2月21日 - 高岡電信局を設置し、電信事務を同局へ移管する[48]。
- 1954年（昭和29年）7月22日 - 旧計量法（昭和26年法律第207号）により当郵便局を計量器使用事業場に指定する[49]。
- 1958年（昭和33年）10月10日 - 電信為替の業務の一部を高岡電報電話局に移管する[50]。
- 1962年（昭和37年）5月14日 - 電話通話および和文電報受付業務を開始[51]。
- 1968年（昭和43年）11月 - 局舎を改築する[52]。
- 1986年（昭和61年）3月 - 日本海縦貫線を経由する鉄道郵便輸送（大阪青森線）が廃止[53]。
- 1987年（昭和62年）12月21日 - 高岡吉久簡易郵便局の一時閉鎖に伴い、その業務を承継する[54]。
- 1988年（昭和63年）3月28日 - 大和内出張所（自動預払機）を開設する[55]。
- 1991年（平成3年）10月1日 - 外国通貨の両替および旅行小切手の売買に関する業務取扱を開始[56]。
- 1993年（平成5年）10月14日 - 局舎を新築し落成式を挙行する[57]。地上5階地下1階を有する鉄筋コンクリート造で、周辺の街並みに配慮した外観を備えた[57]。
- 2005年（平成17年）3月14日 - 立野郵便局から「933-03xx」区域の集配業務を移管[58]。
- 2006年（平成18年）10月16日 - 戸出（といで）郵便局、中田（なかだ）郵便局からそれぞれ「939-11xx」「939-12xx」区域の集配業務を移管。
- 2007年（平成19年）10月1日 - 民営化に伴い、併設された郵便事業高岡支店、ゆうちょ銀行高岡店、かんぽ生命保険高岡支店に一部業務を移管。
- 2012年（平成24年）10月1日 - 日本郵便株式会社発足に伴い、郵便事業高岡支店を高岡郵便局に統合。
- 2016年（平成28年）3月7日 - 伏木郵便局から「933-01xx」区域の集配業務および保険の渉外業務を高岡郵便局に、貯金の渉外業務をゆうちょ銀行高岡店に移管。

## 取扱内容

### 高岡郵便局
- 郵便、印紙、ゆうパック、内容証明
- 生命保険、バイク自賠責保険、自動車保険、がん保険、引受条件緩和型医療保険
- 「933-00xx」「933-01xx」「933-03xx」「933-08xx」「933-09xx」「939-11xx」「939-12xx」区域（高岡市域の一部、射水市（川口宮袋＝旧新湊市域））の集配業務
- ゆうゆう窓口

### ゆうちょ銀行高岡店
- 貯金、貸付、為替、振替、振込、国際送金、外貨両替、国債、投資信託、変額年金保険
- ATM

### かんぽ生命保険高岡支店
- 個人向け窓口業務は、郵便局が代理店として行う。

## 風景印
- 表記は『高岡』
- 形は高岡銅器の釣鐘の変形印である。
- 図案は国宝『瑞龍寺山門』・重要文化財『御車山の山車』・市花『カタカゴの花』
- 使用開始日は1999年（平成11年）1月11日

### 過去の風景印
- 1949年（昭和24年）7月1日 - 1993年（平成5年）10月13日
  - 表記は『高岡』
  - 図案は国宝『瑞龍寺』・特産『銅器』・『桜』

- 1993年（平成5年）10月14日 - 1999年（平成11年）1月10日
  - 表記は『高岡』
  - 図案は『大伴家持像』･『万葉集の歌碑』･『カタカゴの花』

## 周辺
- 高岡関野神社
- 富山銀行本店
- 高岡信用金庫本店

## アクセス
- JR・あいの風とやま鉄道高岡駅から西へ徒歩約14分、もしくは万葉線 片原町（山町筋入口）電停から徒歩約7分
- 能越自動車道 高岡ICから東へ約4km
- 国道156号 堀上町交差点を北へすぐ
- 駐車場あり：22台